# Olaf Beckmann
Olaf Beckmann (ur. 20 stycznia 1984 w Berlinie) – niemiecki wioślarz.

## Osiągnięcia
- Mistrzostwa Świata U-23 – Brandenburg 2005 – czwórka podwójna wagi lekkiej – 3. miejsce[1].
- Mistrzostwa Świata U-23 – Hazewinkel 2006 – jedynka wagi lekkiej – 4. miejsce[1].
- Mistrzostwa Świata – Linz 2008 – ósemka wagi lekkiej – 2. miejsce[1].
- Mistrzostwa Świata – Poznań 2009 – ósemka wagi lekkiej – 6. miejsce[1].